# Archidiecezja lubelska
Archidiecezja lubelska (łac. Archidioecesis Lublinensis) – jedna z 14 archidiecezji obrządku łacińskiego Kościoła katolickiego w Polsce. Ustanowiona 23 września 1805 przez papieża Piusa VII bullą Quemadmodum Romanorum Pontificum, na terenie wcześniejszej diecezji chełmskiej. Podniesiona do rangi archidiecezji z archikatedrą w Lublinie 25 marca 1992 bullą papieża Jana Pawła II Totus Tuus Poloniae Populus.

## Historia
W 1198 roku w Lublinie istniał już archidiakonat lubelski, a lubelszczyzna wchodziła w skład diecezji krakowskiej. W XIII i XV wieku były podejmowane próby utworzenia biskupstwa w Lublinie. W 1375 w Chełmie utworzono diecezję chełmską. 
W 1790 roku decyzją Sejmu Wielkiego do diecezji chełmskiej włączono województwo lubelskie z ziemią łukowską i powiat stężycki z województwa sandomierskiego, z wydzielonego terytorium diecezji krakowskiej. 8 sierpnia 1790 roku papież Pius VI potwierdził zmiany. Na terenie powiększonej diecezji chełmskiej znajdowało się: 12 dekanatów, 153 parafie, kolegiata lubelska, 2 seminaria duchowne (Krasnystaw, Lublin), 30 klasztorów męskich, 4 klasztory żeńskie, 78 szpitali, 60 szkół parafialnych i było ok. 400 000 wiernych.
W 1795 roku po III rozbiorze Polski tereny te zajęli Austriacy. W 1796 roku zaborcy skonfiskowali dobra biskupie, a następnie przygotowali reorganizację administracji kościelnej. W 1803 roku cesarz Franciszek II zatwierdził projekt zniesienia diecezji chełmskiej i utworzenia diecezji lubelskiej. 9 czerwca 1805 roku na mocy bulli papieża Piusa VII Indefensum personarum wyłączono 3 dekanaty (Chodel, Urzędów, Zaklików) z 44 parafiami do nowo utworzonej diecezji kieleckiej. 
23 września 1805 roku na mocy bulli papieża Piusa VII Quemadmodum Romanorum Pontificum zniesiono diecezję chełmską i utworzono nową diecezję lubelską. Pierwszym biskupem został dotychczasowy biskup chełmski bp Wojciech Józef Skarszewski.  Diecezja była podzielona na 17 dekanatów z 214 parafiami i było ok. 330 000 wiernych. 
W 1867 roku do diecezji lubelskiej przyłączono 9 dekanatów ze skasowanej ukazem carskim diecezji janowskiej. W latach 1867–1889 biskupi lubelscy byli administratorami diecezji janowskiej. 30 grudnia 1889 roku papież Leon XIII przyłączył kanonicznie diecezję janowską do lubelskiej. 24 września 1918 roku papież Benedykt XV reaktywował diecezję janowską. 
W 1918 roku utworzono Katolicki Uniwersytet Lubelski. W czasie II Rzeczypospolitej utworzono ok. 100 nowych parafii. W czasie II wojny światowej w obozach koncentracyjnych zginął bł. bp Władysław Goral i 55 kapłanów. W latach 1946–1948 biskupem lubelskim był bp Stefan Wyszyński. 
W latach 1975–1997 utworzono 142 nowe parafie oraz zbudowano 146 kościołów parafialnych i 255 kościołów filialnych.
25 marca 1992 roku na mocy bulli papieża Jana Pawła II „Totus Tuus Poloniae Populus” diecezja lubelska została podniesiona do rangi archidiecezji i ustanowiono w Lublinie metropolię. W skład metropolii lubelskiej weszły diecezje sufragalne sandomierska i siedlecka.
10 dekanatów na zamojszczyźnie (Biłgoraj, Hrubieszów, Józefów, Szczebrzeszyn, Tarnogród, Tomaszów Lubelski, Tyszowce, Uchanie, Zamość-Kolegiata, Zamość-Nowe Miasto) z 124 parafiami - wyłączono w skład nowej diecezji zamojsko-lubaczowskiej, oraz 2 dekanaty na Ziemi Janowskiej (Janów Lubelski, Zaklików) - wyłączono w skład diecezji sandomierskiej.

## Biskupi
- Biskup diecezjalny: abp Stanisław Budzik (metropolita lubelski) (od 2011)
- Biskup pomocniczy/Wikariusz generalny: bp Józef Wróbel SCI (od 2008)
- Biskup pomocniczy/Wikariusz generalny: bp Adam Bab (od 2020)
- Biskup pomocniczy/Wikariusz generalny: bp Artur Miziński (od 2004)

### Biskup senior
- Biskup senior: bp Mieczysław Cisło (od 2020)

### Biskup rezydent
- Biskup rezydent: abp Stanisław Wielgus (od 2007)

## Instytucje
- Kuria Metropolitalna,
- Katolicki Uniwersytet Lubelski Jana Pawła II,
- Metropolitalne Seminarium Duchowne w Lublinie,
- Trybunał Metropolitalny,
- Lubelska Kapituła Katedralna,
- Caritas,
- Archiwum Archidiecezjalne Lubelskie,
- Radio Plus Lublin,
- Wydawnictwo Archidiecezji Lubelskiej „Gaudium”

## Główna świątynia
- Archikatedra św. Jana Chrzciciela i św. Jana Ewangelisty w Lublinie (rocznica poświęcenia: 9 czerwca)

## Sanktuaria[3]
- Sanktuarium Matki Bożej Płaczącej w Archikatedrze św. Jana Chrzciciela i św. Jana Ewangelisty w Lublinie

- Sanktuarium Matki Bożej Chełmskiej w Bazylice Narodzenia Najświętszej Maryi Panny w Chełmie
- Sanktuarium Matki Bożej Loretańskiej - Domek loretański w Gołębiu
- Sanktuarium Matki Boskiej Kazimierskiej w Kościele Zwiastowania Najświętszej Maryi Panny w Kazimierzu Dolnym
- Sanktuarium Matki Bożej Księżomierskiej (Parafia Narodzenia Najświętszej Maryi Panny w Księżomierzy)
- Sanktuarium św. Anny w Bazylice św. Anny w Lubartowie
- Sanktuarium Matki Bożej Latyczowskiej (Parafia Matki Bożej Różańcowej w Lublinie)
- Sanktuarium św. Józefa w Kościele św. Józefa Oblubieńca Najświętszej Marii Panny w Lublinie
- Sanktuarium św. Rodziny (Parafia Świętej Rodziny w Lublinie)
- Sanktuarium św. Stanisława w Kościele św. Stanisława Biskupa i św. Tomasza Apostoła w Piotrawinie
- Sanktuarium Matki Bożej Kębelskiej w Bazylice św. Wojciecha w Wąwolnicy

## Patroni
- Stanisław ze Szczepanowa
- Jan Kanty